# Varades
Varades est une ancienne commune de l'Ouest de la France, située dans le département de la Loire-Atlantique, en région Pays de la Loire, devenue le 1er janvier 2016 une commune déléguée de la commune nouvelle de Loireauxence.

## Géographie

Situation de la commune de Varades dans le département de la Loire-Atlantique.

Varades est située à 12 km à l'est d'Ancenis. Elle est située sur la Loire. Un ancien bras de la Loire longe la commune, la Boire Torse.
Avant la création de la commune nouvelle de Loireauxence dont elle constitue la partie sud, ses communes limitrophes étaient Montrelais, La Chapelle-Saint-Sauveur, Belligné, La Rouxière, Saint-Herblon et Anetz.
Selon le classement établi par l'Insee en 1999, Varades est une commune urbaine sans banlieue (ville isolée) et non polarisée (cf. Liste des communes de la Loire-Atlantique).

## Toponymie
La localité est attestée sous les formes Varethda en 1038, Vareda en 1120, Varesdam en 1123, Vareda en 1124, 1149, 1194 et en 1196, Varadis au XIIe siècle, Varedam en 1287, Varades dès 1815
Selon Erwan Vallerie, la forme ancienne Varethda serait issue du vieux breton et signifierait « Bonne Défense ».
En gallo, le nom de la commune s'écrit Varade.
La forme bretonne proposée par l'Office public de la langue bretonne est Gwared.

## Histoire
Varades est le siège d'une petite seigneurie de Bretagne, mentionnée au début du XIIe siècle dont on peut suivre les titulaires à partir de  Brient Ier (†  vers 1105) époux d'Orieldis qui concède à Marmoutier une exemption de tonlieu sur les marchandises transportées sur la Loire. Il est sans doute le fondateur du prieuré Saint-Martin et il a comme successeur son fils : 
- Olivier (†  av 1137/1140) époux d'Agnès de Montjean, dont ;
- Brient II (†  ap 1169) épouse Dangereuse de la Tour Landry dont ;
- Brient III (†  av 1196) ép Marquise dont ;
- Marquise dame de Varades épouse Geoffroi II (†  v 1237) seigneur d'Ancenis, dont ;
- Brient IV († av 1256) épouse av 1238 Amice de Coché dame de Port-Saint-Père, La Benâte, dont ;
- Marquise (†  av 1268), dame de Port-Saint-Père, La Benâte, épouse Olivier Ier de Machecoul.

Charles de Bonchamps est mort le 18 octobre 1793 dans la maison du pêcheur Jean Bélion à la Meilleraie, maison qui porte aujourd'hui son nom, après avoir été transporté dans une barque sur la Loire par ses hommes. Homme d'honneur et de foi, il a libéré les républicains qui avaient été enfermés dans la crypte de l'abbaye de Saint Florent-le-Vieil par les Vendéens. Ce fut son dernier vœu, un pardon chrétien, ses hommes libérèrent les 5 000 prisonniers : « Grâce aux prisonniers, Bonchamps le veut, Bonchamps l'ordonne ».
Les 21 et 30 novembre 2015, après plusieurs mois de travail, les communes de Varades, Belligné, La Chapelle-Saint-Sauveur et La Rouxière ont décidé de se regrouper au sein d'une commune nouvelle qui sera baptisée Loireauxence. Ce regroupement permettra de pallier la baisse programmée des dotations globales de fonctionnement versées par l'État durant les prochaines années. La création de la nouvelle commune doit être effective le 1er janvier 2016, entraînant la transformation des quatre anciennes communes en « communes déléguées » de la nouvelle entité, dont la création a été entérinée par arrêté préfectoral du 18 décembre 2015.

## Politique et administration

### Liste des maires délégués
| Période         | Période                        | Identité         | Étiquette | Qualité                                                                                           |
| --------------- | ------------------------------ | ---------------- | --------- | ------------------------------------------------------------------------------------------------- |
| 12 janvier 2016 | 25 janvier 2016                | Claude Gautier   | DVD       | Agriculteur Maire de Loireauxence (2016 → 2020)                                                   |
| 25 janvier 2016 | 28 mai 2020                    | Jacques Derouet  |           | Formateur                                                                                         |
| 28 mai 2020     | 30 juin 2025                   | Philippe Jourdon |           | Ingénieur en électronique retraité 1er adjoint (2020 → 2025) puis maire de Loireauxence (2025 → ) |
| 30 juin 2025    | En cours (au 1er juillet 2025) | Pascal Vincent   |           | Chef d'entreprise retraité Adjoint au maire de Loireauxence                                       |

## Démographie

### Évolution démographique
L'évolution du nombre d'habitants est connue à travers les recensements de la population effectués dans la commune depuis 1793. À partir du 1er janvier 2009, les populations légales des communes sont publiées annuellement dans le cadre d'un recensement qui repose désormais sur une collecte d'information annuelle, concernant successivement tous les territoires communaux au cours d'une période de cinq ans. 
Pour les communes de moins de 10 000 habitants, une enquête de recensement portant sur toute la population est réalisée tous les cinq ans, les populations légales des années intermédiaires étant quant à elles estimées par interpolation ou extrapolation. Pour la commune, le premier recensement exhaustif entrant dans le cadre du nouveau dispositif a été réalisé en 2004,.
En 2013, la commune comptait 3 605 habitants, en évolution de +2,5 % par rapport à 2008 (Loire-Atlantique : +6,34 %, France hors Mayotte : +2,49 %).
| 1793  | 1800  | 1806  | 1821  | 1831  | 1836  | 1841  | 1846  | 1851  |
| ----- | ----- | ----- | ----- | ----- | ----- | ----- | ----- | ----- |
| 2 977 | 3 016 | 3 250 | 3 814 | 3 506 | 3 618 | 3 483 | 3 577 | 3 401 |

| 1856  | 1861  | 1866  | 1872  | 1876  | 1881  | 1886  | 1891  | 1896  |
| ----- | ----- | ----- | ----- | ----- | ----- | ----- | ----- | ----- |
| 3 412 | 3 368 | 3 503 | 3 360 | 3 566 | 3 449 | 3 410 | 3 205 | 3 089 |

| 1901  | 1906  | 1911  | 1921  | 1926  | 1931  | 1936  | 1946  | 1954  |
| ----- | ----- | ----- | ----- | ----- | ----- | ----- | ----- | ----- |
| 3 086 | 3 161 | 3 116 | 2 648 | 2 561 | 2 593 | 2 624 | 2 992 | 2 669 |

| 1962  | 1968  | 1975  | 1982  | 1990  | 1999  | 2004  | 2009  | 2013  |
| ----- | ----- | ----- | ----- | ----- | ----- | ----- | ----- | ----- |
| 2 565 | 2 741 | 2 882 | 2 929 | 3 039 | 3 193 | 3 403 | 3 518 | 3 605 |

### Pyramide des âges
Les données suivantes concernent l'année 2013 (la plus récente pour laquelle l'Insee a pu analyser les données) ; Varades est alors une commune à part entière. Sa population est alors relativement âgée. Le taux de personnes d'un âge supérieur à 60 ans (24,9 %) est en effet supérieur au taux national (22,6 %) et au taux départemental (22,5 %),,.
À l'instar des répartitions nationale et départementale, la population féminine de la commune est supérieure à la population masculine. Le taux (50,5 %) est du même ordre de grandeur que le taux national (51,6 %),,.
| Hommes | Classe d’âge | Femmes |
| ------ | ------------ | ------ |
| 0,5    | 90 ans ou +  | 1,8    |
| 8,3    | 75 à 89 ans  | 11,0   |
| 14,1   | 60 à 74 ans  | 14,1   |
| 20,6   | 45 à 59 ans  | 19,5   |
| 18,1   | 30 à 44 ans  | 17,6   |
| 17,1   | 15 à 29 ans  | 15,7   |
| 21,4   | 0 à 14 ans   | 20,3   |

| Hommes | Classe d’âge | Femmes |
| ------ | ------------ | ------ |
| 0,4    | 90 ans ou +  | 1,3    |
| 5,8    | 75 à 89 ans  | 9,1    |
| 13,5   | 60 à 74 ans  | 14,6   |
| 19,6   | 45 à 59 ans  | 19,2   |
| 20,8   | 30 à 44 ans  | 19,6   |
| 19,4   | 15 à 29 ans  | 17,7   |
| 20,5   | 0 à 14 ans   | 18,5   |

## Culture locale et patrimoine

### Bibliothèque municipale
Créée en 1977, la bibliothèque offre une collection de 18 000 documents, répartis entre des livres, des périodiques et des DVD. La connexion à Internet est proposée depuis 2001.

### Lieux et monuments

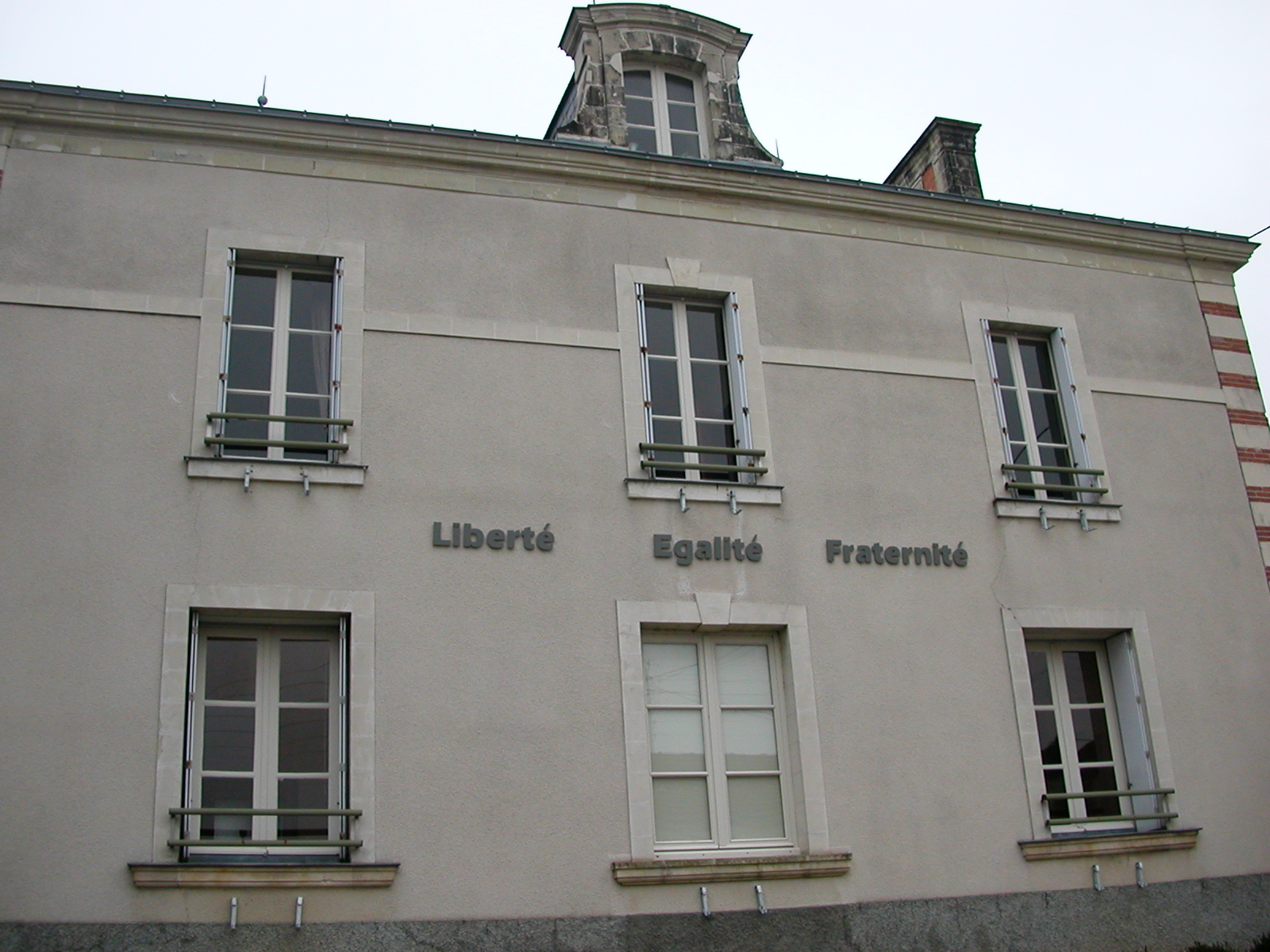
La mairie.
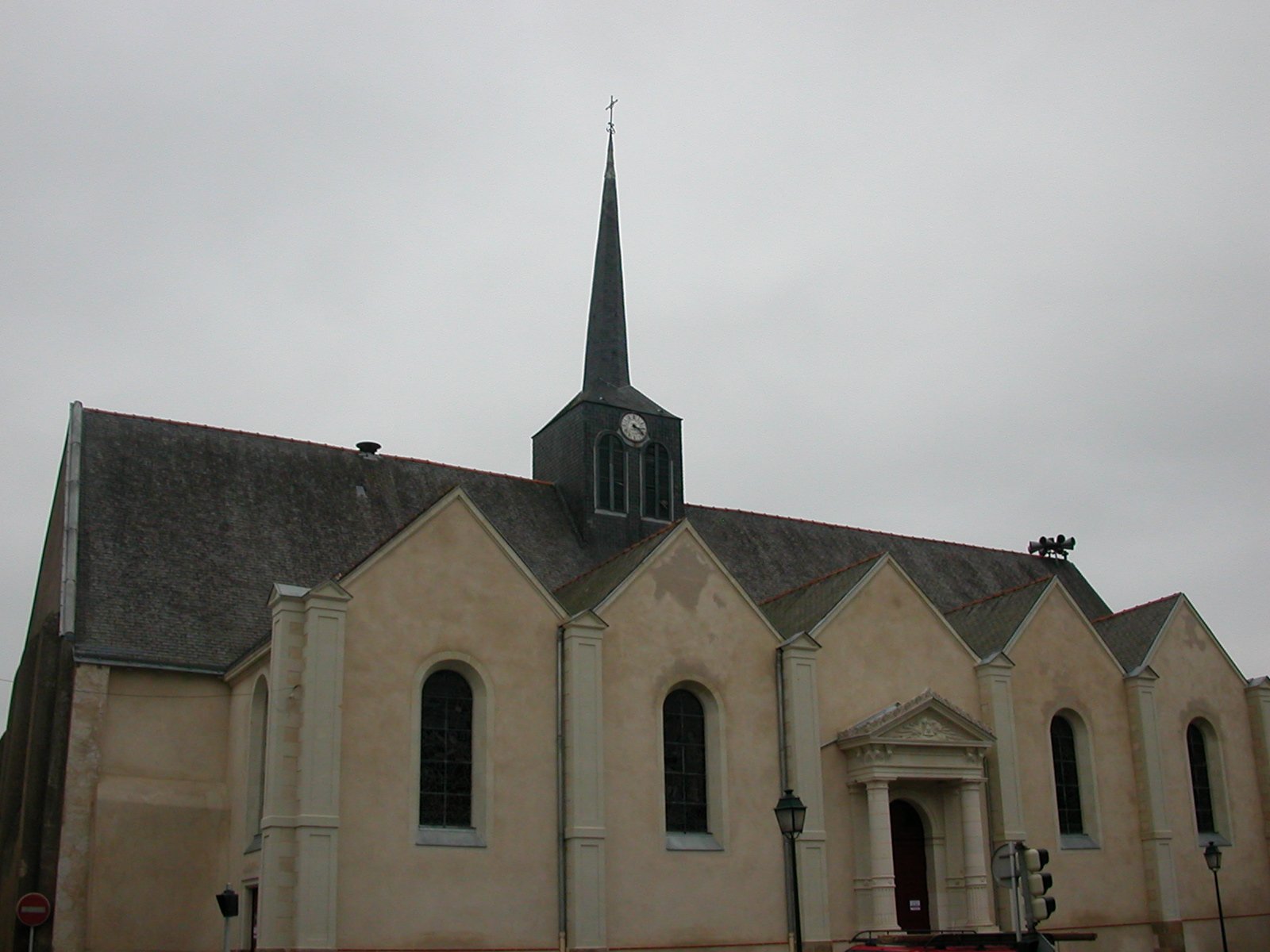
L'église.
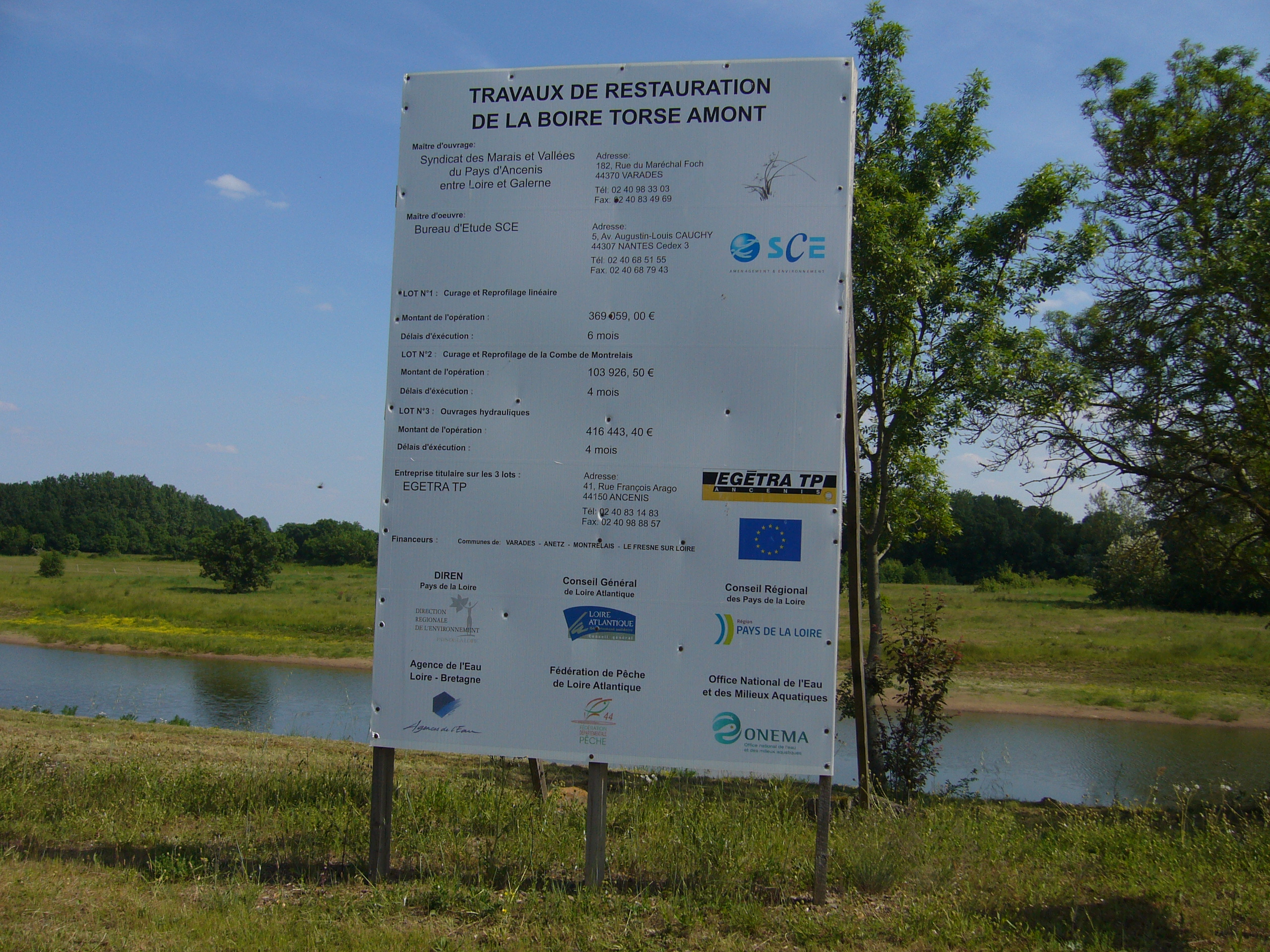
Vue partielle de la boire Torse.

- Château de la Madeleine, dit palais Briau.
- La Meilleraie (ancien village de pêcheurs).
- La maison de Bonchamps (à la Meilleraie).

### Héraldique
| Blason | Blasonnement : D'or à trois chevrons de sable. Commentaires : Blason de la famille de Varades, sceau de 1196. Blason (délibération municipale du 2 novembre 1971) enregistré le 19 juillet 1972. |

### Personnalités liées à la commune
- Marie Claude Désiré de Gicqueau (1791-1859), homme politique né à Varades, député de la Loire-Atlantique.
- François Briau (entrepreneur), propriétaire et bâtisseur (en 1863) du château de « la Madeleine ». Depuis 1994, il est devenu, en son hommage, « le palais Briau ». Ce château a appartenu, de 1924 à 1982 à Léon Slove, industriel du Nord et à son petit-fils, Cyril de La Patellière, de 1982 à 1994. François Briau fut maire de la commune (nommé sous le Second Empire). Il décéda à Varades le 16 juin 1890[23].
- Mgr Michel Moutel, évêque de Nevers en 1988, est natif de Varades.
- Jean-Damien Chéné, écrivain et poète, directeur de la maison de la poésie de Nantes, est né à Varades le 2 octobre 1946.

## Sport
La 6e étape du Tour de France 1904 emprunte le territoire de la commune.